# 郑和墓
郑和墓位于中国江苏省南京市江宁区牛首山南麓，是明代航海家、太监郑和的墓葬。宣德八年（1433年），郑和在第七次下西洋途中在印度古里病逝。清代同治年间的《上江两县志》记载，郑和被宣德帝赐葬于南京牛首山。但也有学者认为牛首山墓只是衣冠冢。1985年，南京市政府重修郑和墓，按照穆斯林葬仪修建墓园，在墓盖面安放青石椁。2005年，江宁区政府再次翻修郑和墓，建成郑和墓公园，并新建了“郑和史料陈列馆”。